# Glengesh

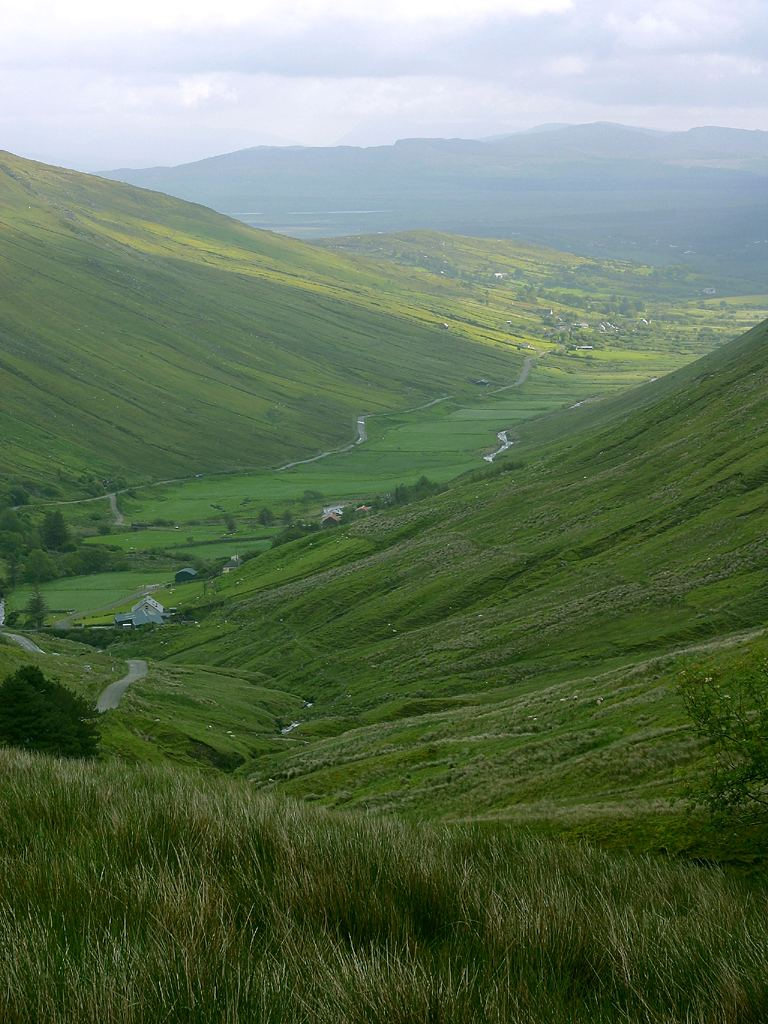
Glengesh Pass

Glengesh (Gleann Gheise in gaelico irlandese) è una particolare vallata meridionale del Donegal, contea settentrionale della Repubblica d'Irlanda, molto stretta fra una serie di colline (Glengesh hills) non molto alte, ma con pendici molto ripide e vicine.

## Descrizione
Celebre fra i turisti più appassionati dell'isola (molti dei quali lo considerano uno dei posti più belli d'Irlanda) anche se raramente presente nelle guide turistiche, è caratterizzata da una stradina stretta, tortuosa e articolata in vari tornanti, il Glengesh Pass, che collega la zona costiera (precisamente i villaggi di Crove e Glencolmcille alla strada nazionale N56 per Ardara): ciò che attira la maggior parte dei turisti è la natura selvaggia e incontaminata del luogo, praticamente deserto in qualsiasi periodo per quasi mezz'ora di tragitto in automobile, dato che incontrare un'automobile nel tragitto è quasi impossibile così come tracce di vita se non per qualche pecora sparsa qua e là.